# Louvergny
Louvergny è un ex comune francese di 83 abitanti situato nel dipartimento delle Ardenne nella regione del Grand Est. Il 1º gennaio 2016, il comune è stato accorpato insieme ai comuni di Le Chesne e Les Alleux per formare il nuovo comune di Bairon et ses environs.

## Società

### Evoluzione demografica
Abitanti censiti